# Cécile Laborde
Cécile Laborde és catedràtica de Teoria política de la University College of London.
Va estudiar a l'Institut d'estudis polítics de Bordeus a França. Es va doctorar per la Universitat d'Oxford, ha estat també professora de la Universitat d'Exeter i del King's College i de 2010 a 2011 va ser elegida membre del Princeton Institute of Advanced Studies.
La seva recerca s'ha centrat principalment en la història de les idees polítiques i en la filosofia política contemporània. En aquest àmbit, ha treballat especialment nocions com el nacionalisme, el republicanisme, el multiculturalisme i la justícia global. Cerca una filosofia política nova sobre la natura de la relació entre l'Estat i les religions. Es basa en una teoria d'un laicisme actualitzat, inspirat en el lema republicà francès: llibertat, igualtat, fraternitat i les teories de John Rawls (1921-2002).
Veu la llibertat com absència de dominació, la igualtat com una imparcialitat secular i la fraternitat com a integració cívica. Desenvolupa una versió del secularisme «minimalista» que aborda el fet que les societats occidentals històricament no han sigut neutrals cap a totes les religions. Defensa una visió de l'emancipació femenina que rebutja el paternalisme coercitiu inherent a la regulació de la vestimenta religiosa. Aquest secularisme ha d'alliberar individus davant la dominació religiosa i laica, patriarcal i etnocèntrica. Proposa un enfocament completament nou de la gestió del pluralisme religiós i cultural, centrat en la recerca de l'ideal progressista de no-dominació en societats reals i no pas utòpics.
De 2012 a 2016 va treballar en un projecte del Consell Europeu d'Investigació sobre la llibertat religiosa en la filosofia política contemporània intitulat, el que traduït seria: «La religió és especial? Reformular el laïcisme i la religió en la teoria jurídica i contemporània».

## Obres destacades
- Pluralist Thought and the State in Britain and France, 1900-25 (Macmillan, 2000)
- Critical Republicanism. The Hijab Controversy and Political Philosophy (Oxford University Press, 2008)
- Français, encore un effort pour devenir républicains! (Seuil, 2010).
- Liberalism's Religion (Harvard University Press, 2017)[9]